# Rayan Yaslam
Rayan Yaslam Mohamad Aboudan Al-Jaberi (en Árabe:ريان يسلم) (Emiratos Árabes Unidos; 23 de noviembre de 1994) es un futbolista emiratí. Juega de centrocampista en el Al-Dhafra FC de la UAE Pro League. Es internacional absoluto con la selección de los Emiratos Árabes Unidos.

## Clubes
| Club         | País                   | Año           |
| ------------ | ---------------------- | ------------- |
| Al Ain       | Emiratos Árabes Unidos | 2014-2022     |
| Sharjah FC   | Emiratos Árabes Unidos | 2022-2023     |
| Ajman Club   | Emiratos Árabes Unidos | 2023-2024     |
| Al-Dhafra FC | Emiratos Árabes Unidos | 2024-presente |

## Palmarés

### Títulos nacionales[4]
| Título                                    | Club   | País                   | Año         |
| ----------------------------------------- | ------ | ---------------------- | ----------- |
| Liga Árabe del Golfo                      | Al Ain | Emiratos Árabes Unidos | 2017 -2018  |
| Liga Árabe del Golfo                      | Al Ain | Emiratos Árabes Unidos | 2014 - 2015 |
| Liga Árabe del Golfo                      | Al Ain | Emiratos Árabes Unidos | 2012 - 2013 |
| Liga Árabe del Golfo                      | Al Ain | Emiratos Árabes Unidos | 2011 - 2012 |
| Supercopa de los Emiratos Árabes Unidos   | Al Ain | Emiratos Árabes Unidos | 2015 - 2016 |
| Supercopa de los Emiratos Árabes Unidos   | Al Ain | Emiratos Árabes Unidos | 2012 - 2013 |
| Copa Presidente de Emiratos Árabes Unidos | Al Ain | Emiratos Árabes Unidos | 2017 - 2018 |
| Copa Presidente de Emiratos Árabes Unidos | Al Ain | Emiratos Árabes Unidos | 2013 - 2014 |